# 順成太后
順成太后朴氏（?—?），新羅第43代君主僖康王金悌隆的母亲。
順成太后原称包道夫人、巴利夫人，是大阿干朴忠祢之女，嫁给伊湌、角干金憲貞，生下儿子金悌隆。836年（興德王十一年、唐文宗开成元年），興德王薨，王族之间内战，金悌隆夺得王位，是为僖康王。837年（僖康王二年、开成二年）正月，追封金憲貞爲翌成大王，母朴氏爲順成太后。拜侍中金明爲上大等，阿湌金利弘爲侍中。838年（僖康王三年、开成三年）正月，上大等金明、侍中金利弘等興兵作亂，僖康王自縊於宮中。